# Elwro 180
Elwro 180 – polski stołowy kalkulator naukowy, produkowany przez Wrocławskie Zakłady Elektroniczne "Mera-Elwro".
- funkcje: 4 podstawowe działania, yx, pierwiastek kwadratowy, funkcje trygonometryczne i odwrotne, ln, log10, ex, 1/x, zmiana znaku liczby
- funkcja przeliczania minut i sekund na jednostki dziesiętne i odwrotnie (oznaczane 60→10 i 10→60)
- wielkości kątowe wyrażane stopniach lub radianach (przełącznik)
- pamięć: jedna sumująca (M+, MR)

Zasilanie sieciowe. Obudowa taka jak w kalkulatorze Elwro 140.